# Acmanthera
Acmanthera – rodzaj roślin z rodziny malpigiowatych (Malpighiaceae). Obejmuje 7 gatunków występujących w Ameryce Południowej.

## Systematyka
Pozycja według APweb (aktualizowany system APG III z 2009)
Przedstawiciel rodziny malpigiowatych (Malpighiaceae) należącej do rzędu malpigiowców (Malpighiales) reprezentującego dwuliścienne właściwe.
Wykaz gatunków
- Acmanthera cowanii W.R.Anderson
- Acmanthera duckei W.R.Anderson
- Acmanthera fernandesii W.R.Anderson
- Acmanthera latifolia (Juss.) Griseb.
- Acmanthera longifolia Nied.
- Acmanthera minima W.R.Anderson
- Acmanthera parviflora W.R.Anderson